# Steninge kyrka
Steninge kyrka är en kyrkobyggnad som sedan 2022 tillhör Harplinge-Steninge församling (tidigare Steninge församling) i Göteborgs stift. Den ligger i Steninge kyrkby i Halmstads kommun.

## Kyrkobyggnaden
Den lilla vitputsade stenkyrkan byggdes ursprungligen i romansk stil på 1100- eller 1200-talet. Den har byggts om och renoverats vid flera tillfällen. En klockstapel av trä stod öster om kyrkan fram till 1696 då ett kyrktorn av trä uppfördes. Den gamla kyrkklockan stöptes om och hängdes upp i det nya tornet. Dagens torn tillkom 1806 och är uppfört vid kyrkans västgavel i långskeppets hela bredd. 
Byggnaden förlängdes 1826 och fick en halvcirkelformad koravslutning i öster efter att förutvarande kor och vapenhus hade rivits. Ingången flyttades till sin nuvarande plats i tornets västsida. Taket på torn och långhus är täckta med koppar. Tornets överdel är av trä. Tornspiran har både kors och kyrktupp. Vapenhus finns i tornet. Koringången är på kyrkans södra sida.
År 1759 utförde konstnären Bernhard Christian Dahm dekorationsmålningar med bibliska motiv i taket, på läktaren och bänkarna. Vid en restaurering 1848 målades kyrkan om invändigt och takdekorationerna målades över med vit färg. På 1870-talet insattes nya öppna bänkar, tegelgolvet byttes ut mot trägolv, läktarbarriärens motivmålningar målades över med vitfärg, liksom en del annan inredning. 
Dagens interiör är till stor del ett resultat av en restaurering 1932 under ledning av Harald Wadsjö. Då målades kyrkans välvda innertak i vitt och väggarna i ljusgrå färg. Vidare igenmurades två korfönster och de ursprungliga färgerna togs fram på flera inventarier. I slutet av 1960-talet inreddes i kyrkans västra del en sakristia och ett väntrum.

I kyrkans närhet finns vattenkälla.

## Inventarier
- Altaruppsatsen i barockstil är från 1640-talet och inköptes 1762 från Veinge kyrka. Den skildrar Påskmåltiden.
- Predikstolen är av trä med skulpterade apostlabilder från 1639.
- Dopfunten är från 1666 är också av trä och placerad till höger i koret.
- Madonnabild, pietà, från 1400-talet, tillverkad av Törringemästaren.
- Kalvariegrupp från 1775 på södra väggen i koret visar Kristus på korset och vid hans sida Maria och lärjungen Johannes.
- Basunängel från 1775 hänger i taket.
- Två träskulpturer föreställande Paulus och Petrus placerade på altarringens ytterändar utfördes 1932 av Erik Nilsson.
- Kyrkkista från 1787 med tre lås enligt 1686 års kyrkolag.
- Ett votivskepp skänktes till kyrkan 1971, men är tillverkat i början av 1900-talet av Bror Bengtsson i Särdal, Harplinge.
- Kyrkklockan är gjuten 1697 i Göteborg och har inskription.
- Kristusgestalt tillhörande processionskrucifix från omkring år 1400 förvaras på Halmstads museum[2].
- Krona på altaruppsats, träskulpturer vid altarringens ytterändar Paulus och Petrus, kyrkbänkars överstycken och kronlister av Erik Nilsson från Harplinge 1932.

### Orgel
- 1809 flyttades en orgel hit från Harplinge kyrka. Den var byggd 1789 av Pehr Schiörlin, Linköping och hade 10 stämmor.
- 1901 byggde Johannes Magnusson, Göteborg en orgel med mekanisk traktur och roosweltlådor. Fasaden ritades 1901 av Ragnar Östberg. Den omdisponerades 1941 av Th Frobenius & Co, Lyngby, Danmark. Orgeln har fasta kombinationer.

| Huvudverk I   | Svällverk II      | Pedal      | Koppel |
| Borduna 16´   | Rörflöjt 8´       | Subbas 16´ | I/P    |
| Principal 8´  | Hålflöjt 4´       | Gedackt 8´ | II/P   |
| Gedackt 8´    | Principal 2´      | Oktava 4´  | II/I   |
| Oktava 4'     | Kvinta 1 1/3'     |            | I 4'/I |
| Kvinta 2 2/3' | Crescendosvällare |            |        |
| Mixtur 4 chor |                   |            |        |

- Läktarorgelns fasad är byggd 1901 av Johannes Magnusson efter ritningar av Ragnar Östberg. Verket tillkom 1992 och tillverkades av Åkerman & Lund Orgelbyggeri fast delar av äldre pipverk ingår. Den mekaniska orgeln har nitton stämmor fördelade på två manualer och pedal.[3]